# 타베르나

입구 양쪽에 타베르나가 있는 전형적인 로마 도무스 다이어그램.

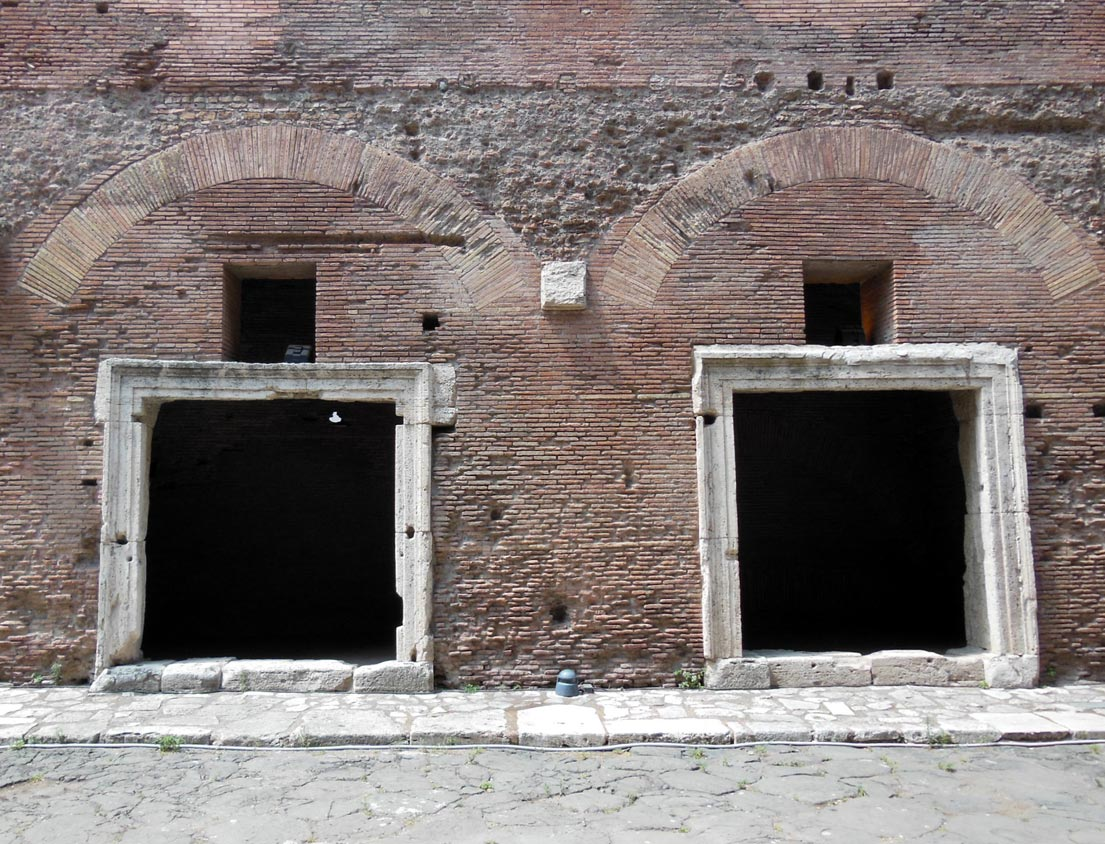
로마의 트라야누스 시장 옆에 있는 타베르나.

타베르나(라틴어: taberna) 또는 복수형으로 타베르나에(라틴어: tabernae)는 고대 로마의 상점 및 매점 시설이다. 원래는 상품과 서비스를 판매하는 1인실 상점을 의미하는 타베르나는 종종 집의 정문인 수도꼭지 옆에 있는 1층의 가정 주택에 통합되었지만 한쪽은 거리로 열려 있다. 로마 제국이 더욱 번영함에 따라 성막은 큰 실내 시장에 세워졌고 종종 원통형 궁륭으로 덮였다. 시장 내의 각 타베르나는 그 위에 보관을 위해 나무 다락방으로 빛을 비추는 창문이 있고 넓은 출입구가 있다. 이러한 실내 시장의 유명한 예로는 1세기 초 다마스쿠스의 아폴로도루스가 지은 로마의 트라야누스 시장이 있다. 타베르나는 이후 태번(영어: Tavern)의 어원이 되었다.
<케임브리지 고대사>에 따르면, 타베르나는 로마 제국 내의 "소매점"였으며 조리된 음식, 포도주 및 빵 판매를 포함하여 많은 경제 활동과 많은 서비스 산업이 제공되는 곳이었다.
복수형인 타베르나에는 또한 정숙한 여행자가 여관보다 더 나은 곳에 머무르거나 마을 사이의 도로에 있는 중간거점 또는 호텔을 나타내거나 공식 만시오가 그들에게 공개되지 않았을 때 사용되었다. 로마 제국이 성장함에 따라 장막도 더 고급스러워졌고 좋은 평판이나 나쁜 평판을 얻었다.

## 같이 보기
- 태번